# Museo indocaribeño de Trinidad y Tobago
El Museo indocaribeño de Trinidad y Tobago (en inglés: Indian Caribbean Museum of Trinidad and Tobago) es un museo en el país caribeño de Trinidad y Tobago fundado en 2006.
Se trata de un espacio dedicado a preservar la historia de los indo-caribeños (gente del Caribe con raíces en el subcontinente indio). El museo está situado cerca de un Templo en el mar en Waterloo, en la isla de Trinidad. El museo es el único de su tipo en la región del Caribe.